# Xã Wawina, Quận Itasca, Minnesota
Xã Wawina (tiếng Anh: Wawina Township) là một xã thuộc quận Itasca, tiểu bang Minnesota, Hoa Kỳ. Năm 2010, dân số của xã này là 77 người.